# 리디아 하우텔추케르만
리디아 하우텔추케르만(히브리어: לידיה חטואל-צוקרמן, 1962년 8월 13일 ~ )은 이스라엘의 펜싱 선수이다. 1984년, 1992년, 1996년 하계 올림픽에 이스라엘 국가대표로 참가하였으며, 세계 펜싱 선수권 대회에 11회, 유럽 펜싱 선수권 대회에 6회 출전했다. 2004년에 선수 생활에서 은퇴한 후 이스라엘 펜싱 협회와 이스라엘 올림픽 위원회 등지에서 근무했다.
가족들도 펜싱을 했으며, 오빠인 이츠하크와 조카인 델릴라도 이스라엘 올림픽 국가대표 펜싱 선수이다.